# جودون

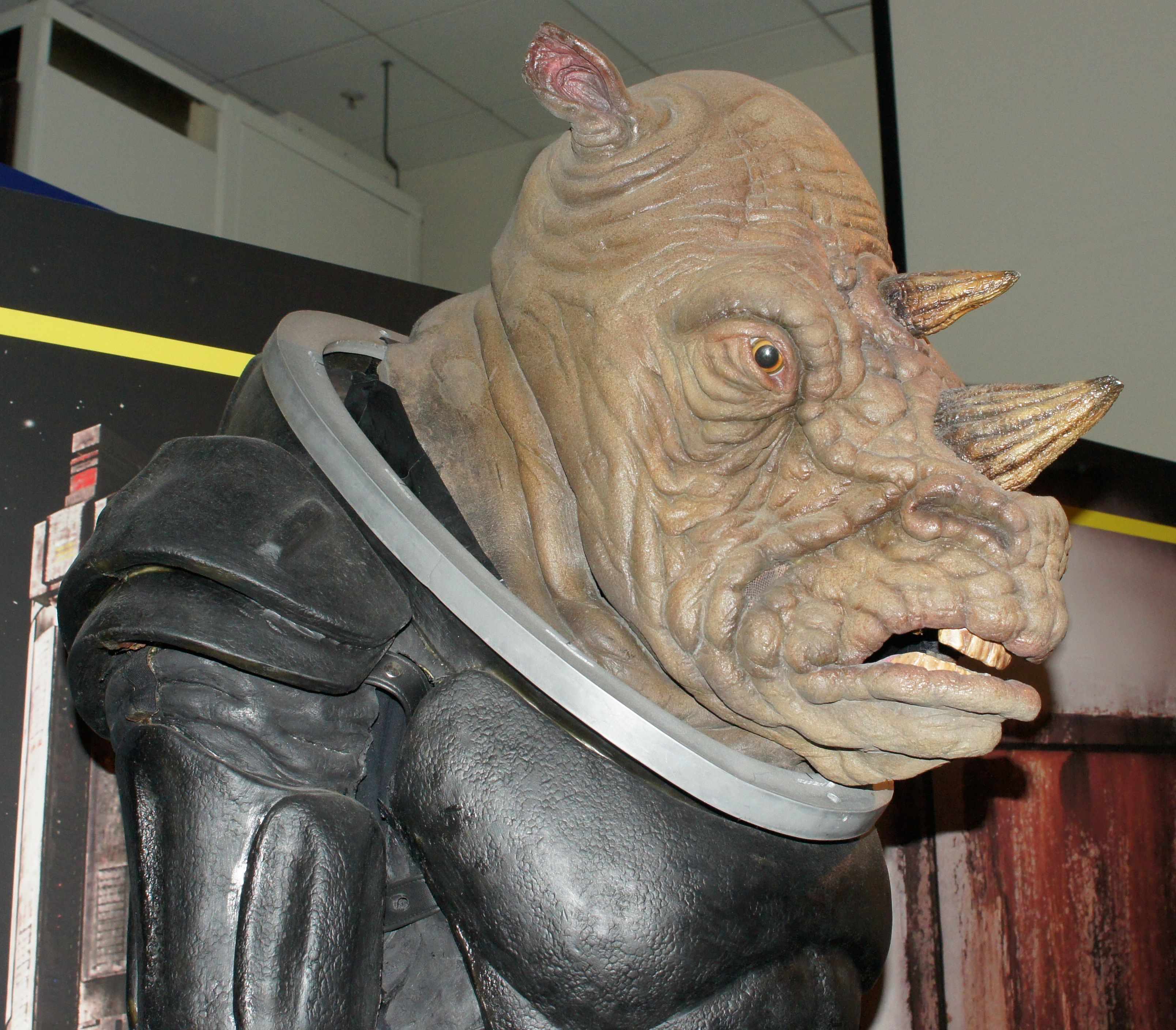
270811-075 CPS Doctor Who Ex Olympia

جودون(به انگلیسی: Judoon) یک گونه فرازمینی و پلیس های مزدور فضایی هستند که در سریال دکتر هو وجود دارند.